# Prehysteria! 3
Prehysteria! 3 è un film direct-to-video del 1995, diretto da David DeCoteau dietro lo pseudonimo di Julian Breen.
Si tratta del terzo ed ultimo film della serie iniziata nel 1993 con Prehysteria - Arrivano i dinosauri e proseguita l'anno seguente con Prehysteria! 2.

## Trama
I dinosauri aiutano la giovane Ella e la sua famiglia a salvare la loro attività commerciale.

## Citazioni cinematografiche
- La frase "Oh, the humanity!" pronunciata nel film è una citazione del cortometraggio Hindenburg Disaster Newsreel Footage (1937).
- La frase "I have an offer you can't refuse" pronunciata nel film è una citazione del film Il padrino (1972).
- In un dialogo è menzionato il film Excalibur (1981).
- In una scena vengono visti i costumi dei protagonisti della serie Gli antenati.
- La musica del film è una citazione del film Godzilla (1954).
- Il discorso "dilithium crystal"  è una citazione della serie televisiva Star Trek.
- Nel film è stata riusata la colonna sonora del film Quella strana piccola bottega (1994).